# CIGNA

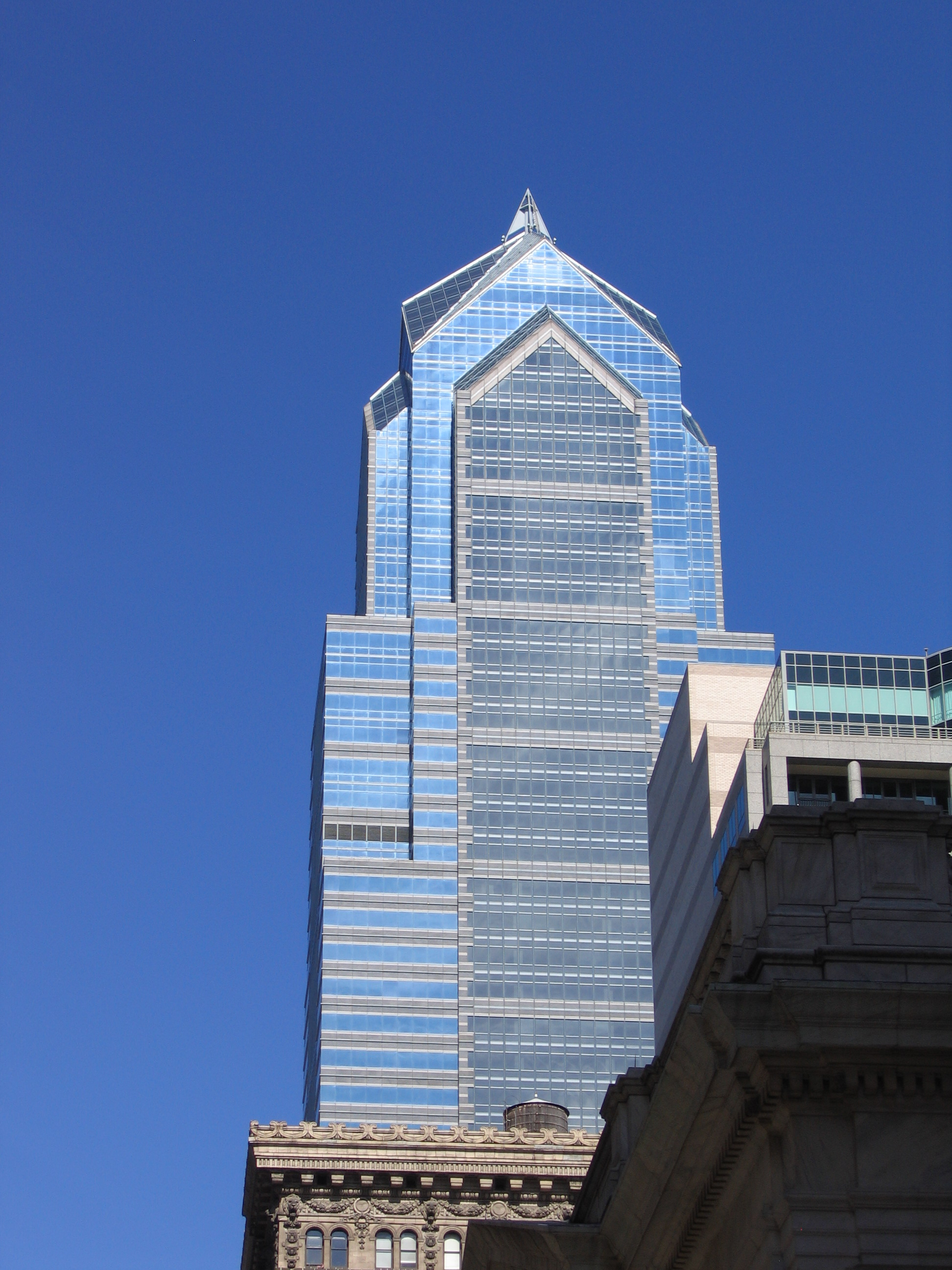
Two Liberty Place, la sede de CIGNA

CIGNA es una empresa transnacional estadounidense dedicada al ramo de los seguros. Está formada por la fusión de las aseguradoras Insurance Company of North America (INA) y Connecticut General Life Insurance Company (CG) en 1982.
CIGNA opera en 27 países con más de 20 millones de clientes en el mundo. Entre estos países se encuentran España y Guatemala. Está entre las 500 compañías más grandes del mundo ordenadas por beneficios, siendo la quinta proveedora de seguros de salud.

## Historia
- 1792: Se funda en Filadelfia Insurance Company of North America (INA), una empresa de seguros dedicada a asegurar los fletes de los marineros.[4]
- 1794: INA hace su primer seguro de vida.[4]
- 1865: Nace Connecticut General Life Insurance Company (CG) en Hartford.[4]
- 1954: CIGNA abre su primera oficina en España.[5]
- 1967: CG funda la ciudad de Columbia (Maryland).[6]
- 1980: CIGNA abre oficina en Guatemala.[7]
- 1982: CG e INA se fusionan, adoptando el nombre de CIGNA al combinar sus iniciales.[4]
- 1993: Se establece su logo actual, el Árbol de la vida.[4]

## Actividades
Dentro de los seguros, las actividades de CIGNA se pueden dividir básicamente en: Seguros de Salud, que representan la mayor parte de la actividad de la empresa, Seguros de Expatriación y Seguros de Vida y Accidentes.

### Seguros de Salud
Los seguros de salud componen la actividad principal de CIGNA. Como la mayoría de las empresas del sector CIGNA se centra en llegar a acuerdos comerciales con empresas privadas para asegurar a sus empleados. No obstante también aseguran a particulares.
CIGNA cuenta con una extensa red de atención médica en diversos países del mundo.
Aparte de la tradicional atención médica CIGNA ofrece otro tipo de servicios menos clásicos, como el seguro dental, la telemedicina o la segunda opinión médica.

### Seguros de Expatriación
En 1977 CIGNA introdujo entre sus actividades los seguros de expatriación de empleados. Como en los Seguros de Salud CIGNA cubre a los empleados de las empresas que han contratado el seguro de expatriación con CIGNA en caso de que les ocurra alguna eventualidad cuando se encuentran en el extranjero por razones de trabajo.
Actualmente más de 200.000 empleados están asegurados a través de este programa.

### Seguros de Vida y Accidentes
Por último CIGNA también tiene seguros de vida y accidente en su área de Affinity. En este caso en lugar de asegurar empleados de las compañías, asgura a los clientes que quieran contratar un seguro con CIGNA a través de una empresa con la que el asegurado tenga afinidad. CIGNA actúa n este caso como marca blanca. Este tipo de actividad surgió tras un acuerdo con American Express para ofrecer seguros a los titulares de sus tarjetas.
El seguro que se ofrece al cliente puede ser muy variado: Seguros dentales, por hospitalización en caso de accidente, por hospitalización, por fallecimiento, por fallecimiento en caso de accidente, por diagnóstico de enfermedades críticas, protección de pago, servicios funerarios, etc.

## CIGNA en los países hispanos

### CIGNA en España[10]
CIGNA se implanta en España en 1954. Da empleo a más de 150 trabajadores. Su oficina de Pozuelo de Alarcón se encuentra en el Parque empresarial La Finca a donde se trasladó en 2004 tras abandonar su oficina en el centro de Madrid. También tiene una oficina en el centro de Barcelona.
En 1992 CIGNA lanza el primer seguro de Salud Mixto de Reembolso en España. En 1999, CIGNA cedió su cartera de riesgos diversos a ACE y, a partir de ese momento, se especializó en Seguros de Salud para empresas, pero en 2001 redefine su estrategia y abre las líneas de negocio de Expatriación y Affinity. Actualmente asegura a unas 100.000 personas.
El cuadro médico de CIGNA incluye varios centros entre los que destacan:
- Clínica Teknon, Barcelona
- Instituto Universitario Dexeus, Barcelona
- Centro Internacional de Medicina Avançada, Barcelona
- Hospital Quirón, Barcelona
- Clínica Creu Blanca, Barcelona
- Hospital Ruber Internacional, Madrid
- MD Anderson internacional, Madrid
- Hospital Madrid-Montepríncipe, Madrid
- Clínica Universitaria, Navarra
- Clínica Quirón Donostia, San Sebastián
- Clínica Sagrado Corazón, Sevilla
- Hospital Nueve de Octubre, Valencia

### CIGNA en Guatemala
CIGNA se establece en Guatemala en 1980.

### CIGNA en otros países
CIGNA ha tenido operaciones en diversos países hispanoamericanos pero ha cerrado sus negocios en la mayoría de ellos. En 2007 vendió su cartera al Grupo Security en Chile abandonando el último país sudamericano en el que todavía mantenía operaciones.